# International H.K.D. Federation
La Federación Internacional de H.K.D. (I.H.F.) fue fundada en 1974 por el gran maestro de hapkido Myung Jae Nam. Por aquel tiempo era conocida como la International Hapkido Federation. Cuando años más tarde se incorporaron al currículum de la IHF las artes del hankido y el hankumdo, el nombre de esta federación cambiaría, pasándose a denominar International H.K.D. Federation.

## Objetivo
El objetivo de la IHKDF es promover la práctica de las artes marciales coreanas del hapkido, y el hankumdo. También ofrece cursos de hwal bob para todos aquellos profesores interesados.

## Historia
Myung Jae Nam empezó a enseñar en 1.962 en su propia escuela, la cual se encontraba en la localidad de Incheon y era conocida por el nombre de Jeong Do Kwan (정도관). Fue aquí donde fundó su propia federación el año 1973, la cual fue bautizada con el nombre de Dae Han Kuk Hapki Hwe (대한국합기회). En octubre de 1974, mientras aún estaba al frente de su propia federación, colaboró en la formación de la Dae Han Min Kuk Hapkido Hyop Hwe (대한민국합기도협회, Asociación de Hapkido de la República de Corea) siendo elegido como director ejecutivo de esta y permaneciendo en ella hasta el año 1980.
En agosto de 1974, decidió volver a cambiar el nombre de su organización por el de Kuk Je Yon Maeng Hapki Hwe (국제연맹합기회), conocida en inglés como la International Hapkido Federation (Federación Internacional de Hapkido) En el mismo año también cofundó la Korean Hapkido Association (Asociación Coreana de Hapkido).
En 1981 la IHF fue reconocida por el gobierno coreano.
En agosto de 1993 la IHF abrió las puertas de la International hapkido hankido world headquarters (국제연맹 합기도 한기도 세계본부) cerca de la ciudad de Yongin.

## Juegos Internacionales
El objetivo de la I.H.F. es organizar los International H.K.D Games (Juegos Internacionales de H.K.D.), los cuales se celebran cada tres años. Desde 1.990 la I.H.F. ha organizado seis ediciones de este evento internacional. La séptima edición tendrá lugar el 22 de julio de 2007.

## Jae Nam Mu Sul Won
Después del fallecimiento de Myung Jae Nam en 1999, su hijo Myung Sung Kwang relevó a su padre al frente de la organización. En el año 2000 recibiría de manos del Ministerio de Cultura y Turismo Coreano el permiso para iniciar lo que serían las primeras andaduras de la Fundación Jae Nam Mu Sul Won.

## Policía coreana
Aquellos coreanos que deseen ingresar en la academia de policía necesitan estar en posesión del grado de cinturón negro, otorgado por una de las organizaciones coreanas de hapkido reconocidas por el gobierno. En el pasado únicamente los certificados de tres asociaciones eran aceptados (los expedidos por la IHF eran unos de ellos). Desde el año 2006 también son aceptados los certificados expedidos por cuatro asociaciones más.